# Целинное (Крым)
Цели́нное (до 1948 года населенный пункт совхоза Кырк-Ишунь; укр. Цілинне, крымскотат. Qırq Çipçe, Къыркъ Чипче) — село в Джанкойском районе Республики Крым, центр Целинного сельского поселения (согласно административно-территориальному делению Украины — Целинного сельского совета Автономной Республики Крым).

## Население
| 2001 | 2014 |
| ---- | ---- |
| 1123 | ↘900 |

Всеукраинская перепись 2001 года показала следующее распределение по носителям языка
| Язык             | Процент |
| ---------------- | ------- |
| русский          | 75,33   |
| украинский       | 14,96   |
| крымскотатарский | 8,28    |
| другие           | 0,09    |

### Динамика численности
| - 1805 год — 105 чел. - 1926 год — 9 чел. - 1974 год — 1222 чел. - 1989 год — 1160 чел. | - 2001 год — 1123 чел. - 2009 год — 976 чел. - 2014 год — 900 чел. |

## Современное состояние
На 2017 год в Целинном числится 13 улиц; на 2009 год, по данным сельсовета, село занимало площадь 141,6 гектара на которой, в 351 дворе, проживало 976 человек. В селе действуют средняя общеобразовательная школа, детский сад «Ромашка», дом культуры, библиотека, отделение Почты России, амбулатория общей практики семейной медицины, церковь Николая Чудотворца.

## География
Целинное — село на северо-западе района, в степном Крыму, у границы с Красноперекопским районом, недалеко от берега Сиваша, высота над уровнем моря — 13 м. Ближайшие сёла: Томашевка — в 5,5 километра на северо-запад, Колоски в 4 км на юго-восток, Выпасное — в 2,5 км на юг и Богачёвка в 4,5 км на запад. Расстояние до райцентра — около 35 километров (по шоссе), ближайшая железнодорожная станция — Пахаревка (на линии Джанкой — Армянск) — примерно в 10 километрах. Транспортное сообщение осуществляется по региональным автодорогам 35Н-187 Целинное — Павловка и 35Н-183 Томашевка — Ермаково (по украинской классификации — С-0-10463 и С-0-10459).

## История
Есть данные, что селение известно село с XVI века. Ранее село называлось Чипче, позже — Кирк-Чипче, время присвоения современного названия из доступных источников пока не установлено. Первое документальное упоминание села встречается в Камеральном Описании Крыма… 1784 года, судя по которому, в последний период Крымского ханства Чипче входил в Сакал кадылык Перекопского каймаканства.
После присоединения Крыма к России (8) 19 апреля 1783 года, (8) 19 февраля 1784 года, именным указом Екатерины II сенату, на территории бывшего Крымского Ханства была образована Таврическая область и деревня была приписана к Перекопскому уезду. После Павловских реформ, с 1796 по 1802 год, входила в Перекопский уезд Новороссийской губернии. По новому административному делению, после создания 8 (20) октября 1802 года Таврической губернии, Чипче был включён в состав Джанайской волости Перекопского уезда.
По Ведомости о всех селениях в Перекопском уезде состоящих с показанием в которой волости сколько числом дворов и душ… от 21 октября 1805 года, в деревне Чипче числилось 14 дворов и 105 жителей крымских татар. На военно-топографической карте генерал-майора Мухина 1817 года деревня Шипче обозначена с 14 дворами. После реформы волостного деления 1829 года Чипче, согласно «Ведомости о казённых волостях Таврической губернии 1829 года», оставили в составе Джанайской волости — следовательно, деревня была ещё жилой. А на картах 1836 и 1842 года обозначены уже развалины деревни Чепче — видимо, была покинута жителями, эмигрировавшими в Турцию. Вновь, в доступных источниках, как хутор Кырк-Ишунь 2-й, встречается в Статистическом справочнике Таврической губернии. Ч.II-я. Статистический очерк, выпуск пятый Перекопский уезд, 1915 год, согласно которому на хуторе Богемской волости Перекопского уезда числился 1 двор с немецким населением в количестве 8 человек «посторонних» жителей, из которых 2 мужчин и 6 женщин. При хуторе числилось 500 десятин земли. В хозяйстве имелось 40 лошадей, 50 волов, 20 коров и 480 голов мелкого скота.
Небольшое село Кырк-Чипче встречается на карте Крымского статистического управления 1922 года. В 1920 году организован совхоз «Кирк-Ишунь». Согласно Списку населённых пунктов Крымской АССР по Всесоюзной переписи 17 декабря 1926 года, ещё на хуторе Кирк-Чипче, Тереклынского Джанкойского района, числилось 5 дворов, все крестьянские, население составляло 9 человек. В национальном отношении учтено: 7 русских, 1 украинец, 1 записан в графе «прочие», (на километровой карте Генштаба 1941 года село подписано, как Чипчи). На подробной карте РККА северного Крыма 1941 года в совхозе Кирк-Ишунь отмечено 16 дворов. На двухкилометровке РККА 1942 года также подписан, как совхоз Кирк-Ишунь.
Во время Великой Отечественной войны, в октябре 1941 года в районе Кирк-Ишуня погибли два красноармейца. В ноябре 1943 года, в ходе Мелитопольской операции, части 51-й армии и 19-го танкового корпуса прорвали укрепления Турецкого вала на Перекопе и захватили  плацдарм на южном берегу Сиваша, в том числе в районе села Кирк-Ишунь. Удерживая занятые позиции, с ноября 1943 года по апрель 1944 года у села погибли 37 бойцов 1372-го стрелкового полка 417 дивизии и 79-й танковой бригады. При проведении Крымской наступательной операции, с 8 по 11 апреля 1944 года, в этом же районе погибло 283 воина из состава 263-й и 417-й дивизии, 79-й танковой бригады и других частей. Павших похоронили в братской могиле на сельском кладбище. В 1967 году останки воинов были перезахоронены в центре села, на могиле был установлен памятник памятник с именами всех погибших (авторы памятника неизвестны). Постановлением Совета министров Республики Крым № 627 от 20 декабря 2016 года памятник отнесён к категории объектов культурно-исторического наследия России регионального значения.
11 апреля 1944 года село было освобождено передовым отрядом 276-го стрелкового полка 77-й стрелковой Симферопольской Краснознаменной имени Серго Орджоникидзе дивизии 63-го стрелкового корпуса 51-й армии 4-го Украинского фронта, которым руководил капитан А. Х. Чакрян, геройски погибший в бою за Севастополь 8 мая 1944 года (Звание Героя Советского Союза ему присвоено посмертно, 24 марта 1945 года).
Выписка из наградного листа на заместителя командира 1-го стрелкового батальона по строевой части 276-го СП капитана А. Р. Чакряна:
…капитан Чакрян лично руководил боевыми операциями. В период наступательного марша полка от Сиваша до Сапун-горы, действуя в походной головной заставе батальона 11.04.1944 г. в районе Кирк-Ишунь вступил в бой с противником, действуя смело и решительно. Населенный пункт Кирк-Ишунь был взят сходу. В этом бою капитан Чакрян лично уничтожил 8 солдат и 2 офицера противника… За высокую заслугу перед родиной капитан Чакрян представляется к высшей степени отличия — звания Герой Советского Союза…
Рядом с братской могилой установлен памятный знак в честь воинов-односельчан, погибших в годы Великой Отечественной войны, на котором выбиты фамилии 21 воина.
В 1944 году, после освобождения Крыма от фашистов, 12 августа 1944 года было принято постановление № ГОКО-6372с «О переселении колхозников в районы Крыма» и в сентябре 1944 года в район приехали первые новоселы (27 семей) из Каменец-Подольской и Киевской областей, а в начале 1950-х годов последовала вторая волна переселенцев из различных областей Украины. С 25 июня 1946 года селение в составе Крымской области РСФСР. В 1947 году создан овцесовхоз «Перекопский». Указом Президиума Верховного Совета РСФСР от 18 мая 1948 года, населенный пункт совхоза Кырк-Ишунь (совхоз «Кирк-Ишунь» или «Кырк-Ишунь») переименовали в Целинное. В 1947 году совхоз получил название «Перекопский». 26 апреля 1954 года Крымская область была передана из состава РСФСР в состав УССР. Село входило в состав Колосковского сельсовета, время образования Целинного пока точно не установлено, на 15 июня 1960 года он уже существовал. На 1974 год в Целинном числилось 1222 жителя. По данным переписи 1989 года в селе проживало 1160 человек. С 12 февраля 1991 года село в восстановленной Крымской АССР, 26 февраля 1992 года переименованной в Автономную Республику Крым. С 21 марта 2014 года в составе Крыма аннексировано Россией.